# Coelho Neto (Maranhão)
Coelho Neto é um município brasileiro do estado do Maranhão, Região Nordeste do país. Localiza-se no Leste Maranhense, na região dos Cocais.Sua população foi estimada em 49 435 habitantes, conforme dados do IBGE de 2019, e localiza-se a 385 quilômetros da capital maranhense, São Luís. É município principal de sua microrregião homônima e é partícipe da Região dos Timbiras.
Está entre os dois únicos municípios maranhenses que conquistaram a certificação Selo UNICEF Município Aprovado por seis vezes consecutivas (São João dos Patos-MA e Coelho Neto-MA), em todas as edições do projeto no Estado até então (2006, 2008, 2012, 2016, 2020 e 2024), um reconhecimento internacional pelo resultado dos seus esforços na melhoria da qualidade de vida de crianças e adolescentes.

## História
Coelho Neto surgiu, inicialmente, como um distrito com a denominação de Curralinho, pela lei provincial nº 1092, de 17 de julho 1874. Era subordinado a Vila de Brejo. Foi elevado à categoria de município com a denominação de Curralinho, pela lei estadual nº 667, de 28 de abril de 1914, sendo desmembrado de Buriti. Sua sede era no antigo distrito de Curralinho e sua instalação ocorreu em 08 de outubro de 1915.
Pelo decreto estadual nº 75, de 22 de abril de 1931, o município é extinto, sendo seu território anexado ao município de Buriti. Foi elevado novamente à categoria de município com a denominação de Curralinho, pelo decreto estadual nº 121, de 12 de junho 1931. Em divisão administrativa referente ao ano de 1933, o município é constituído do distrito sede, sua única aglomeração urbana. Pelo decreto estadual nº 746, de 22 de dezembro de 1934, o município de Curralinho passou a denominar-se Coelho Neto.
Em divisões territoriais datadas de 31 de dezembro de 1936 e 31 de dezembro de 1937, o município é constituído pelo distrito sede, novamente a única aglomeração urbana em sua área territorial. No quadro fixado para vigorar no período de 1944 a 1948, o município é constituído do distrito sede. Em divisão territorial datada de 1º de julho de 1960, o município é constituído do distrito sede, assim permanecendo em divisão territorial datada de 2005.

### Alteração toponímica
Por força do decreto-lei nº 764, do estado do Maranhão, emitido em 22 de dezembro de 1934, o nome do município foi alterado de Curralinho para Coelho Neto, em homenagem ao escritor e político Coelho Neto, membro da Academia Brasileira de Letras, nascido em Caxias e falecido naquele ano.

## Bandeira Municipal
A bandeira do município de Coelho Neto foi instituída pela Lei Municipal nº 184/84, promulgada em 27 de agosto de 1984. O projeto segue uma proporção de 1,54:1, de acordo com as dimensões estabelecidas por essa legislação, com 1,20 m de comprimento e 0,78 m de altura (ou 120 cm x 78 cm).
O desenho da bandeira consiste em seis faixas horizontais intercaladas nas cores azul e branco, sendo três faixas azuis e três brancas. Cada uma dessas faixas possui uma altura de 13 cm. Vale ressaltar que a lei original não especifica a tonalidade exata do azul a ser utilizado, o que gerou uma controvérsia em 2017. Nesse ano, o então prefeito, Américo de Sousa, sancionou uma lei que alterava a cor das faixas azuis para o azul celeste. Contudo, por muito tempo, a tonalidade predominante por convenção era o azul marinho.
A questão da tonalidade do azul foi finalmente resolvida em 2021, com a promulgação da Lei Municipal nº 756/2021, que determinou definitivamente o azul marinho como a cor oficial das faixas azuis da bandeira.
Na porção superior esquerda da bandeira, há um quadrado de 43 cm de lado (altura e comprimento), obedecendo à proporção de 1:1. Esse quadrado é dividido diagonalmente, formando dois triângulos retângulos: o triângulo superior é de cor verde, enquanto o inferior é branco.
Sobre o triângulo superior verde, há a representação de um pergaminho branco, com projeção rotacional levemente à esquerda, contendo as palavras em latim AMOR, PAX e LABOR (amor, paz e trabalho), que constituem o lema oficial da cidade. Embora as leis nº 184/84 e nº 756/2021 não especifiquem a cor das letras desse lema, a tradição e o uso convencional indicado  em registros, fotografias e documentos oficiais costumam usar essas inscrições em vermelho. No triângulo inferior branco, há a representação de uma cana-de-açucar, que é uma alusão histórica ao desenvolvimento econômico da cidade, que em parte envolveu a exploração de cana-de-açucar.

## Geografia
A área do município de Coelho Neto é de 976,653 quilômetros quadrados, o que o coloca na posição 105 dentre as 217 cidades do estado do Maranhão.
O bioma predominante do município de Coelho Neto é o Cerrado. Em 2010, a cidade apresentava 6,8% de domicílios com esgotamento sanitário adequado, além de 65,4% de domicílios urbanos em vias públicas com arborização e 5,8% de domicílios urbanos em vias públicas com urbanização adequada.
Educação
Em 2010, a taxa de escolarização de 6 a 14 anos do município de Coelho Neto era de 96,5%. Comparando-se com outros municípios do estado do Maranhão, ficava na posição 124 de 217. Já o Índice de Desenvolvimento da Educação Básica (IDEB), no ano de 2023, para os anos iniciais do ensino fundamental na rede pública era 4,9 e para os anos finais, 3,7.
| Taxa de escolarização de 6 a 14 anos de idade [2010]             | 96,5 %           |
| IDEB – Anos iniciais do ensino fundamental (Rede pública) [2023] | 4,9              |
| IDEB – Anos finais do ensino fundamental (Rede pública) [2023]   | 3,7              |
| Matrículas no ensino fundamental [2023]                          | 7.340 matrículas |
| Matrículas no ensino médio [2023]                                | 2.348 matrículas |
| Docentes no ensino fundamental [2023]                            | 427 docentes     |
| Docentes no ensino médio [2023]                                  | 161 docentes     |
| Número de estabelecimentos de ensino fundamental [2023]          | 39 escolas       |
| Número de estabelecimentos de ensino médio [2023]                | 7 escolas        |

Fonte: IBGE
Economia
Em 2021, o PIB per capita do município de Coelho Neto era de R$ 9.291,68. Comparando-se com outros municípios do estado do Maranhão, ficava na posição 106 de 217. Já o percentual de receitas externas em 2023 era de 91,22%, o que o colocava na posição 146 de 217.
| PIB per capita [2021]                                                                           | 9.291,68 R$       |
| Índice de Desenvolvimento Humano Municipal (IDHM) [2010]                                        | 0,564             |
| Total de receitas brutas realizadas [2023]                                                      | 210.650.180,34 R$ |
| Transferências correntes (Percentual em relação às receitas correntes brutas realizadas) [2023] | 91,22 %           |
| Total de despesas brutas empenhadas [2023]                                                      | 220.000.750,80 R$ |

Fonte: IBGE
| Salário médio mensal dos trabalhadores formais [2022]                                             | 1,8 salários mínimos |
| Pessoal ocupado [2022]                                                                            | 4.244 pessoas        |
| População ocupada [2022]                                                                          | 10,19 %              |
| Percentual da população com rendimento nominal mensal per capita de até 1/2 salário mínimo [2010] | 51,9 %               |

Fonte: IBGE

## Demografia
De acordo com o Censo Demográfico de 2022, a população de Coelho Neto era de 41.658 habitantes e a densidade demográfica era de 42,64 habitantes por quilômetro quadrado. Comparando-se com outros municípios do estado do Maranhão, ficava nas posições 27 e 30 de 217.

## Subdivisões

### Bairros
Os bairros de Coelho Neto são os seguintes: Centro, Olho D'Aguinha, Vice - Mutirão, Parque Amazonas, Anil, Anil II, Quiabos, Conjunto Duartão, Bela Vista, Subestação, Sarney, São Francisco, Bom Sucesso, Vila Isapel, Pimenteiras, Novo Astro, Santana, Conjunto Guanabara, Cajueiro, Novo Tempo, Itapirema, loteamento Bonsucesso.